# حراس المجرة (فريق 2008)
حراس المجرة (بالإنجليزية: The Guardians of the Galaxy)‏ هو عبارة عن فريق خيالي من الأبطال الخارقين يظهرون في الكتب المصورة الأمريكية التي نشرتها شركة مارفل كومكس.

## تاريخ النشر
نُشر المجلد الثاني من العنوان في مايو 2008، بقلم دان أبنيت وآندي لانينج وضم فريقًا جديدًا من الشخصيات من قصة إبادة: الفتح.